# 濱田晋作
濱田 晋作（はまだ しんさく、1929年（昭和4年）3月16日 - 2023年（令和5年）7月16日）は、日本の栃木県芳賀郡益子町の「益子焼」の陶芸家。
濱田庄司の次男であり、濱田窯の2代目当主である。

## 生涯
1929年（昭和4年）3月16日、濱田庄司の次男として東京に生まれる。
1930年（昭和5年）、1歳の時に栃木県芳賀郡益子町へ家族揃って移住する。
旧制真岡中学校（現・栃木県立真岡高等学校）を卒業後、早稲田大学文学部美術工芸窯業科に入学し美術工芸を学び、1950年（昭和25年）に卒業後、父・庄司の下で濱田窯にて修業を積み、本格的な作陶活動に入る。
1963年（昭和38年）、父の助手として渡米し、アメリカ各地の陶芸講習会でアシスタントを務める。初めは7週間ほどの予定であったが「ハマダ」の渡米を聞き付けたアメリカ各地の工芸関係者から請われアメリカの3大学で講義を行い、その後も父・庄司とともにメキシコ、中近東、スペインを歴訪し、最後に英国へと渡り、セント・アイヴスのリーチ・ポタリー（英語: Leach Pottery）も訪問した計7ヶ月にも及ぶ長期旅行を行った。
1978年（昭和53年）、濱田庄司の逝去により「益子参考館」の2代目館長及び濱田窯の2代目代表となり、濱田家2代目となる。
1990年（平成2年）、外務省・国際交流基金の要請を受け、インドネシアの日本週間において陶芸講習会及び陶芸デモンストレーションを行う。
1999年（平成11年）3月25日、下野県民賞を受賞。「賞を受けたことを励みに創作活動に邁進したい」と述べた。
2008年（平成20年）11月5日には栃木県文化功労章を受章した。
2012年（平成24年）公益財団法人「濱田庄司記念益子参考館」館長を息子の濱田友緒に譲り、その名誉館長に就任する。
2015年（平成27年）1月24日、濱田庄司記念益子参考館にある濱田庄司が使用していた登り窯の、東日本大震災による損壊からの復活を記念して行われた「濱田庄司登り窯復活プロジェクト」が開始され、名誉館長・濱田晋作が「濱田庄司の登り窯」に火を入れ「登り窯の空焚き」を始めると、会場からは拍手が湧き起こった
2016年（平成28年）10月、米寿を記念して、つかもと作家館にて、益子町で初めての個展を開催した。
2023年（令和5年）7月16日、逝去した。享年94。

## 弟子
- 石川圭：南窓窯
- 柏木一天[21][22]
- 濱田友緒：濱田窯

## 関連文献
- 濱田晋作 著、下野新聞社 編『濱田晋作 伝統の中に探す』下野新聞社〈躍動する栃木の陶芸〉、1994年9月1日。国立国会図書館サーチ：R100000002-I000002444190。